# HMLA-269
269ème Escadron d'hélicoptères légers d'attaque (USMC)
Le Marine Light Attack Helicopter Squadron 269 (ou HMLA-269) est un escadron d'hélicoptère d'attaque du Corps des Marines des États-Unis actif depuis 1971, mise en sommeil de 2022 a 2024, composé lors de sa réactivation d'hélicoptères d'attaque Bell AH-1 SuperCobra (en) et d'hélicoptères utilitaires Bell UH-1Y Venom. 
L'escadron, connu sous le nom de "The Gunrunners" est basé à la Marine Corps Air Station New River, en Caroline du Nord. Il est sous le commandement du Marine Aircraft Group 29 (MAG-29) et de la 2nd Marine Aircraft Wing (2nd MAW).

## Mission
Soutenir le commandement de la Force tactique terrestre et aérienne des Marines en fournissant un soutien aérien offensif, un soutien utilitaire, une escorte armée et une coordination des armes de soutien aéroportées, de jour comme de nuit dans toutes les conditions météorologiques lors d'opérations expéditionnaires, interarmées ou combinées.

## Historique

### Origine

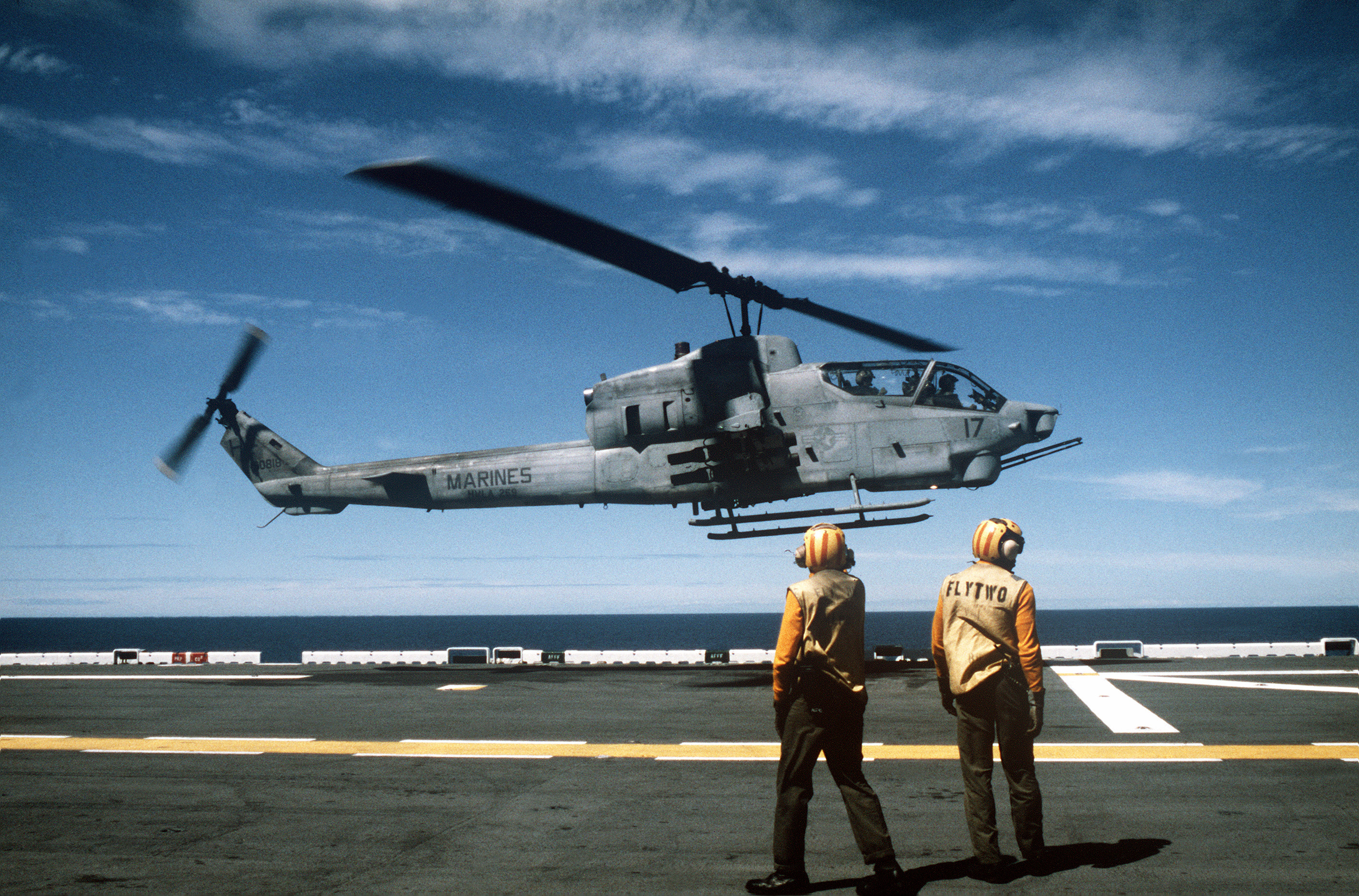
SuperCobra du HMLA-269 (1991)

Le HMLA-269 a été mis en service le 22 février 1971 à MCAS New River, en Caroline du Nord. Équipé du AH-1 Super Cobra, la mission du HMA-269 était de fournir un appui-feu rapproché pendant les opérations d'escorte aérienne et terrestre pendant le mouvement navire-terre et les opérations ultérieures à terre. Le HMA-269 a ouvert une nouvelle ère de l'aviation d'hélicoptères d'attaque au début de 1979 en étant le premier escadron du Corps des Marines à tirer le missile antichar BGM-71 TOW depuis une plate-forme aéroportée.
En 1980, l'escadron a reçu le Bell UH-1N Twin Huey.
Elle fut la dernière formation aérienne du 2nd Marine Air Wing a passé du Bell AH-1W Super Cobra au Bell AH-1Z Viper actuel.
À la suite du plan de réorganisation Force Design 2030, elle est mise en sommeil le 15 novembre 2022 et réactivé le 1er juillet 2024.

### Service
Le VMLA-269 a été actif dans :  

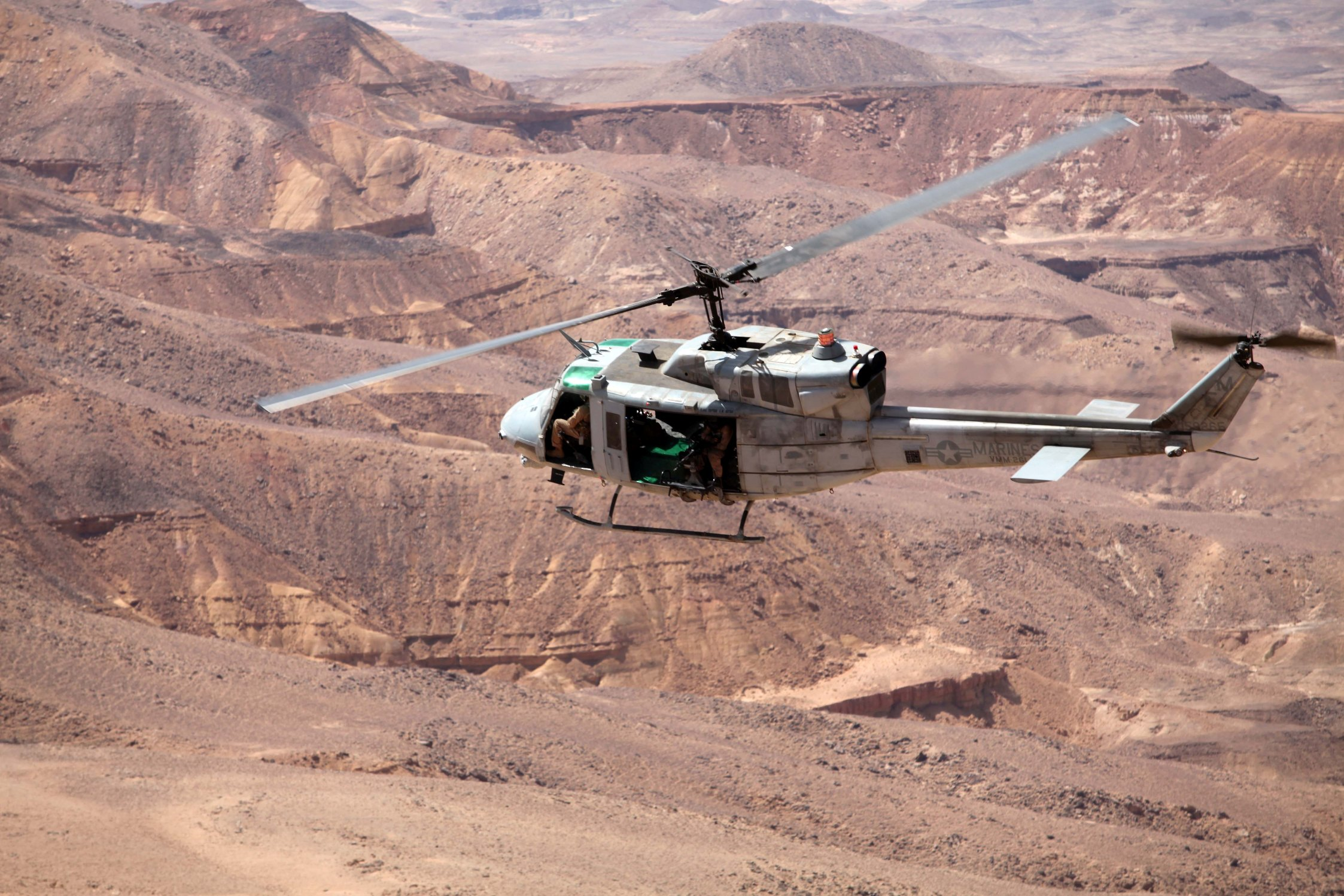
Twin Huey/Venom du HMLA-269

- 1990 - Opération Bouclier du désert (Guerre du Golfe)
- 1991 - Opération Tempête du désert (Guerre du Golfe)
- 1994 - Opération Uphold Democraty (Haïti)
- 1997 - Operation Assured Response (en) (Liberie)
- 1997 - Operation Silver Wake (en) (Albanie)
- 1997 - Operation Guardian Retrieval (en) (Zaire)
- 2003 - Opération Iraqi Freedom
- 2013-15 - Opération Enduring Freedom (Guerre d'Afghanistan)